# Elagabal (Gottheit)

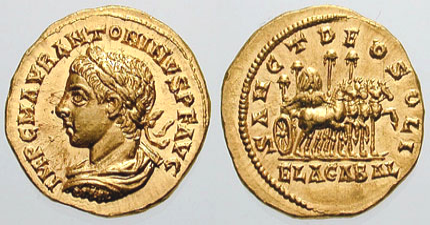
Aureus Kaiser Elagabals. Die Rückseite zeigt den heiligen Stein auf einer Quadriga.

Elagabal (altgriechisch Ἐλαγάβαλος Elagábalos, latinisiert Elagabalus oder Heliogabalus) ist der Name eines antiken Sonnengottes, dessen Kult sein Zentrum in der syrischen Stadt Emesa hatte. Dort befand sich ein Elagabal-Tempel, in dem ein heiliger Stein verehrt wurde. Im Zeitraum von 219 bis 222 dehnte sich der Elagabal-Kult infolge seiner Förderung durch den römischen Kaiser Marcus Aurelius Antoninus (später nach dem Gott ebenfalls Elagabal genannt) auf die Stadt Rom aus; sein Zentrum wurde durch Überführung des Steins dorthin verlegt und ein großer Tempel, das Elagabalium, in der Reichshauptstadt auf dem Hügel Palatin errichtet. Die als fremdartig empfundene syrische Religion löste jedoch in der Führungsschicht des Römischen Reichs heftige Irritationen aus. Mit dem Tod des Kaisers im Jahr 222 endete der staatliche Kult in Rom. Fortan beschränkte sich die Verehrung der Sonnengottheit von Emesa wieder weitgehend auf ihr Ursprungsgebiet.

## Der heilige Stein
Bei verschiedenen Völkern im Mittelmeerraum, besonders den Phöniziern einschließlich der Punier, wurden Steinkulte praktiziert. Bestimmte Steine erhielten religiöse Verehrung. Sie wurden mit Göttern in Verbindung gebracht oder galten selbst als göttlich. Solche Steine nennt man Bätyle (auch Betyle, griechisch baitýlia oder baítyloi). Das Wort ist abgeleitet von aramäisch bet el („Haus Gottes“). Im Zentrum des Elagabalkults stand ein bienenkorbförmiger, höckriger schwarzer Bätyl, der im Tempel von Emesa aufbewahrt wurde. Vielleicht handelte es sich um einen Meteoriten; man nahm an, er sei vom Himmel gefallen. Zu manchen Zeiten – wohl an Festtagen – wurde der Stein mit Stoff umhüllt. Ein ähnlicher Steinkult bestand in Harran. Der dortige Bätyl war dem Mondgott Sin zugeordnet.

## Geschichte

### Ursprung
Die früher umstrittene Herkunft und Bedeutung des Namens Elagabal ist geklärt. Er besteht aus den semitischen Wörtern ilaha (aramäisch und arabisch „Gott“) und gabal (arabisch „Berg“). Die ursprüngliche Bedeutung war „der Gott Berg“, nicht „Gott des Berges“, denn ilaha liegt nicht im Status constructus, sondern im Status emphaticus vor. Die Verehrung von Bergen als Gottheiten war im Nahen Osten verbreitet. Gemeint ist hier der felsige Festungshügel im Süden von Homs, auf dem sich der große, prunkvolle Elagabal-Tempel befand; dieser „Berg“ ist allerdings nur 30 m hoch (gabal kann auch eine Anhöhe bezeichnen). Es dürfte sich um einen lokalen Kult handeln, der später von einwandernden arabischen Nomaden, die dort sesshaft wurden, übernommen wurde.
Von einem Sonnenkult in Emesa berichtete schon im 3. Jahrhundert v. Chr. der Geschichtsschreiber Phylarchos, der bei Athenaios zitiert wird; nach seinen Angaben durfte damals diesem Gott – anders als später Elagabal – nur Honig und kein Wein geopfert werden, da Trunkenheit dem weltbeherrschenden Gott fremd sei. Ein Zusammenhang der Sonnenverehrung mit dem Elagabalkult ist aber vor der römischen Kaiserzeit nicht bezeugt.

### Der kaiserzeitliche Kult in Emesa

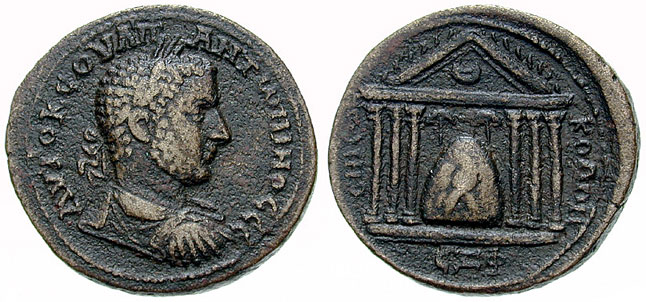
Der Elagabal-Tempel von Emesa mit dem heiligen Stein auf einer Münze des 3. Jahrhunderts

Schon im 1. Jahrhundert v. Chr. wurde Emesa von einheimischen Fürsten beherrscht, der Familie der Sampsigeramiden, die vielleicht bereits Elagabal als Schutzgott betrachteten. Der älteste Beleg für den Kult und den Gottesnamen ist eine Stele aus dem 1. Jahrhundert n. Chr. Etwa ab dem Beginn der römischen Kaiserzeit erlebte die Stadt dank ihrer Lage an der Karawanenstraße zum Persischen Golf einen wirtschaftlichen und kulturellen Aufschwung. Die Fürsten von Emesa standen in einem Abhängigkeitsverhältnis zum Römischen Reich. Ihre Eigenständigkeit endete im späten 1. Jahrhundert, als die Römer das Gebiet in ihr Reich eingliederten.
Elagabal war nicht nur die Gottheit des Hügels und des Bätyls von Emesa, sondern für seine Anhänger in der römischen Kaiserzeit auch der Sonnengott und als solcher der höchste aller Götter. Wie sein Name zeigt, war seine ursprüngliche Funktion nur die eines Ortsgottes. Die gewaltige Ausweitung der ihm zugeschriebenen Macht und Zuständigkeit, die mit seiner Rolle als Sonnengott verbunden war, ist erst in einer späteren Phase seiner Verehrung eingetreten.
Als oberster Gott entsprach Elagabal dem griechischen Zeus bzw. dem römischen Iuppiter, und wie diesen war auch ihm der Adler als vornehmster Vogel heilig. In seiner Eigenschaft als Sonnengott wurde er mit dem griechischen Helios gleichgesetzt. Daher deutete man seinen Namen volksetymologisch als Heliogabalos.
Ab der Zeit des Kaisers Antoninus Pius (138–161) wurde der Bätyl auf Münzen Emesas abgebildet. Im 3. Jahrhundert stand der Elagabal-Kult in voller Blüte. Auswärtige Machthaber übersandten jährlich kostbare Weihegaben für den Tempel, der mit viel Gold und Silber und kostbaren Steinen geschmückt war. Nach dem Vorbild der Pythischen Spiele in Delphi wurden in Emesa regelmäßig Sportfeste (Helia Pythia) zu Ehren Elagabals veranstaltet. Außerdem erteilte Elagabal auch als Orakelgott Auskünfte an Ratsuchende. Die Würde des Oberpriesters war in einer Familie erblich, die vermutlich von dem alten Fürstengeschlecht von Emesa abstammte.
Eine Inschrift aus dem Jahr 249 bezeugt für Elagabal den Beinamen Ammudates. Dies ist die latinisierte Form des aramäischen Wortes ʿammūdā (Steinsäule, stehender Stein).
253 wurde in Emesa Uranius Antoninus zum Gegenkaiser erhoben. Er ließ auf seinen Münzen den Bätyl abbilden, womit er sich zu dem örtlichen Sonnenkult bekannte. Kaiser Aurelian soll sich nach seinem Sieg über das Heer der palmyrenischen Herrscherin Zenobia 272 nach Emesa begeben haben, um dort im Elagabaltempel ein Gelübde zu erfüllen und sich für den Beistand des Sonnengottes in der Schlacht dankbar zu erweisen. Angeblich stieß er im Tempel auf diejenige Gestalt der Gottheit, die ihm im Kampf als Helfer erschienen war. In der Folgezeit trat Aurelian als Anhänger des römischen Gottes Sol invictus („unbesiegte Sonne“) hervor, den er als Schutzherrn des römischen Reichs verehren ließ. Dass er seinen Sieg dem Eingreifen des Sonnengottes zuschrieb, dürfte zutreffen, aber er hatte dabei nicht speziell Elagabal im Sinn; der staatliche Sonnenkult, den er in Rom organisierte, knüpfte nicht an den in Emesa praktizierten an.
Im 4. Jahrhundert beschrieb der Dichter Avienus in seiner „Beschreibung des Erdkreises“ (Descriptio orbis terrae) den Elagabaltempel von Emesa, dessen Existenz durch diese Erwähnung letztmals bezeugt ist.

### Die Ausbreitung des Kults unter Kaiser Elagabal

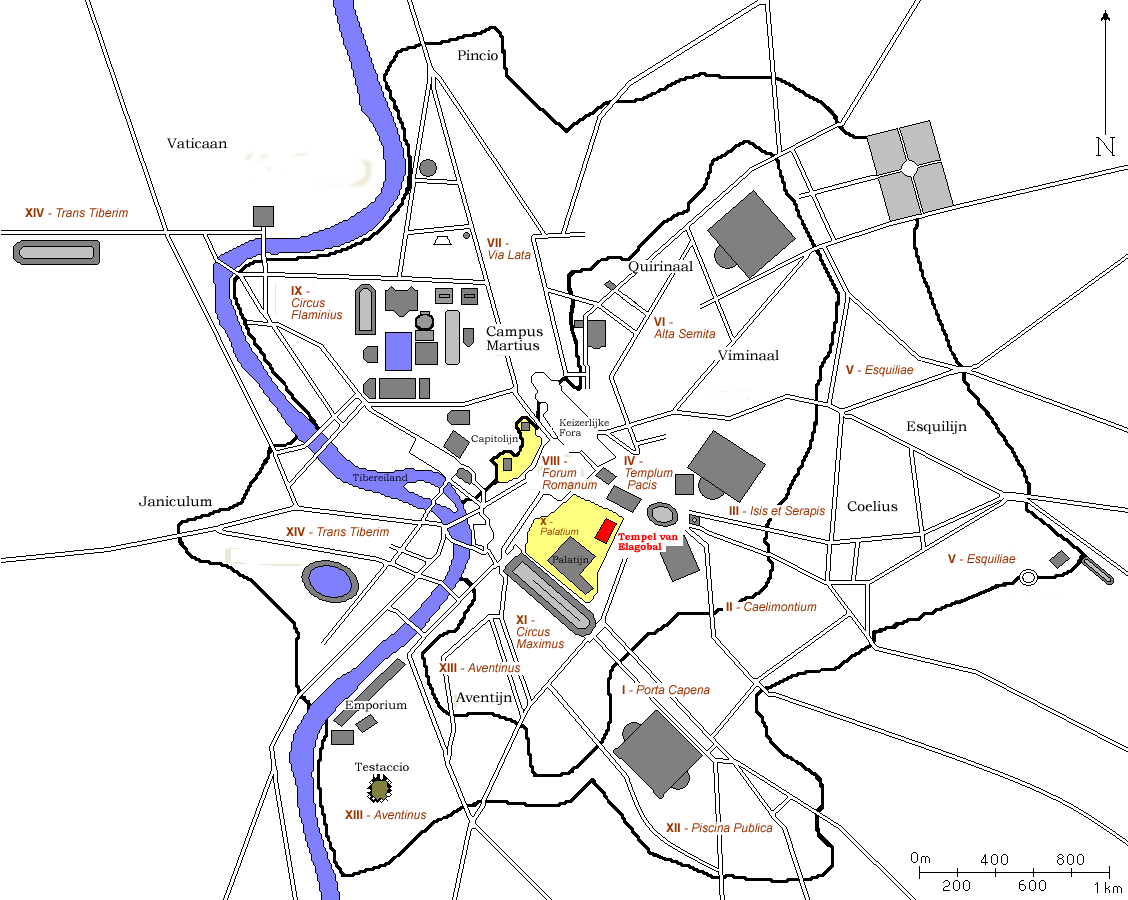
Lage des Elagabal-Tempels auf dem Palatin in Rom

In der späten Adoptivkaiserzeit war der Oberpriester des Elagabal-Tempels in Emesa ein Mann namens Julius Bassianus. Der Name „Bassianus“ (weiblich „Bassiana“), den auch einige seiner Nachkommen führten, war wohl von dem Priestertitel Basus abgeleitet. Julius Bassianus hatte zwei Töchter, Julia Domna und Julia Maesa. Weltgeschichtliche Bedeutung erlangte seine Sippe durch die Heirat Julia Domnas mit dem aus Afrika stammenden künftigen Kaiser Septimius Severus (193–211), dem Gründer der Dynastie der Severer. Julia Domna war die Mutter des Kaisers Caracalla (211–217), der nach seinem Großvater Bassianus genannt wurde, und seines jüngeren Bruders Geta, der im Jahr 211 Mitregent Caracallas war. Ihre Schwester Julia Maesa war die Großmutter der beiden letzten Kaiser der Severerdynastie, Elagabal (218–222) und Severus Alexander (222–235). Somit stammten alle severischen Kaiser außer dem Dynastiegründer selbst von dem Elagabal-Priester Julius Bassianus ab.
Der ältere der beiden kaiserlichen Enkel Julia Maesas war Varius Avitus Bassianus. Wegen seiner intensiven Elagabal-Verehrung pflegt man ihn seit der Spätantike „Elagabal“ zu nennen. Dies ist aber nur ein Spitzname, denn zu seinen Lebzeiten war der Gottesname der Gottheit vorbehalten. Als Dreizehnjähriger übernahm er 217 im Elagabal-Tempel von Emesa das erbliche Amt des Oberpriesters, denn er war damals der älteste noch lebende männliche Nachkomme des Julius Bassianus. Als er im folgenden Jahr die römische Kaiserwürde erlangte und nach Rom übersiedelte, behielt er das Priesteramt, das ihm sehr wichtig war, bei. Er überführte den heiligen Stein von Emesa nach Rom und erhob den Elagabal-Kult zur römischen Staatsreligion. Dadurch erhielt die Elagabal-Verehrung kurzzeitig welthistorische Bedeutung.
Auf dem Palatin ließ der junge Kaiser einen großen, prachtvollen Elagabal-Tempel errichten. Das Gebäude befand sich auf der heute als Vigna Barberini bezeichneten Terrasse. Der Bau erhob sich auf einem Gelände von 160 mal 110 Metern. Die Vermutung, es sei nur ein bereits existierender Bau einem neuen Zweck zugeführt worden, hat sich angesichts des archäologischen Befunds als unzutreffend erwiesen. Ein weiterer Tempel wurde außerhalb der Stadt gebaut.
Das mit dem Elagabal-Kult verbundene syrische Brauchtum wurde jedoch in Rom nicht heimisch. Es stieß vielmehr in der römischen Führungsschicht auf heftige und breite Ablehnung, da es mit den herkömmlichen römischen Sitten unvereinbar war. Empörung erregte insbesondere die Anordnung des Kaisers, dass Elagabal als oberster Staatsgott dem römischen Iuppiter übergeordnet sein sollte. Auch die Anbringung eines großen Bildes, das den Kaiser als Elagabalpriester beim Opfern zeigte, in der Curia Iulia, dem Versammlungsgebäude des Senats, oberhalb des Altars der Siegesgöttin Victoria musste Anstoß erregen. Die priesterlichen Aktivitäten des Kaisers im Rahmen eines fremdartigen Kults trugen wesentlich dazu bei, ihn in der Hauptstadt des Reichs verhasst zu machen, und waren einer der Gründe für seinen Sturz. Nach seiner Ermordung am 11. März 222 wurde der heilige Stein nach Emesa zurückgebracht. Damit endete die Episode des staatlichen Elagabal-Kults in Rom. Ein privater Kult in der Hauptstadt, der schon in der Zeit der frühen Severer bestanden hatte, dauerte möglicherweise fort.
Auch in den Provinzen setzte unter Kaiser Elagabal mancherorts die Verehrung seines Gottes ein. Dabei handelte es sich wohl um einzelne lokale Initiativen, nicht um eine vom Kaiser betriebene systematische Missionierung. Einige Städte prägten Münzen, auf denen der Bätyl abgebildet wurde. In Altava in der Provinz Mauretania Caesariensis errichteten wohlhabende Bürger 221 einen Elagabaltempel. In der kleinasiatischen Stadt Sardes wurden Elagabalia – Wettkämpfe zu Ehren des Gottes aus Emesa – eingerichtet.

### Östlicher und westlicher Sonnenkult
In der älteren Forschung wurde die Ansicht vertreten, Elagabal sei mit dem römischen Sonnengott Sol invictus gleichzusetzen. Die wachsende Bedeutung des Sol invictus im 3. Jahrhundert sei ein Symptom des Vordringens orientalischer Einflüsse im religiösen Denken der Römer. Tatsächlich ist Invictus Sol Elagabalus inschriftlich bezeugt. Im Sinne dieser Deutungsweise wurden alle Quellenbelege für den „unbesiegten“ Sonnengott im Westen des Reichs als Hinweise auf Ausbreitung einer orientalischen, von Emesa aus propagierten Sonnenreligion gedeutet. Manche Gelehrte sahen darin ein Zeichen kulturellen Verfalls, der die Folge der „Orientalisierung“, des Vordringens von unrömischen Sitten östlichen Ursprungs gewesen sei. Die spätere Forschung hat aber zeigen können, dass der Kult des Sol invictus im Westen in erster Linie einheimische Wurzeln hatte und nicht auf der Übernahme östlicher Vorstellungen beruhte. Hinter der staatlichen Verehrung des Sol invictus im 3. und 4. Jahrhundert stand eine religionspolitische Konzeption, die sich auf eine bereits bestehende, eigenständige römische Tradition stützen konnte. Der Elagabalkult hingegen war eine syrische Religion, die nur kurzzeitig in Rom Fuß fassen konnte, da sie von den Römern als Fremdkörper im religiösen Leben empfunden wurde.

## Die Kultpraxis

### Vorschriften und Riten
Einzelheiten der rituellen Elagabal-Verehrung gehen aus den Berichten römischer Geschichtsschreiber über die spektakuläre Verpflanzung des Kults nach Rom unter Kaiser Elagabal hervor. Die Quellen sind die Geschichtswerke zweier Zeitgenossen des Kaisers, Cassius Dio und Herodian, sowie die spätantike Historia Augusta. Der Quellenwert dieser Darstellungen wird allerdings durch die tendenziöse Sichtweise ihrer Verfasser beeinträchtigt. Die römischen Geschichtsschreiber verurteilten das Verhalten und das Religionsverständnis Kaiser Elagabals nachdrücklich. Cassius Dio schilderte den Elagabal-Kult aus der Sicht eines konservativen Senators mit großer Empörung, nahm aber viele wichtige, wohl authentische Einzelheiten in seinen Bericht auf. Herodian schrieb distanzierter; auch er verfügte anscheinend über gute Informationen, doch ist seine Neigung zu Ausschmückungen und Übertreibungen zu berücksichtigen. Der unbekannte Verfasser der Historia Augusta hatte offenbar ebenfalls Zugang zu einer guten, heute verlorenen zeitgenössischen Quelle. Die Glaubwürdigkeit seiner Angaben ist aber umstritten. Er war pagan, als Anhänger der alten römischen Religion wollte er das Christentum diskreditieren. Daher machte er den allgemein verhassten Kaiser Elagabal zu einem Vorläufer spätantiker christlicher Kaiser, indem er ihm religiöse Intoleranz unterstellte.
Die Schilderungen in den Quellen legen die Annahme nahe, dass der römische Elagabal-Kult denjenigen von Emesa getreu kopierte, also keine Anpassung an westliche Vorstellungen vorgenommen wurde. Diesen Berichten zufolge fand täglich ein Gottesdienst statt, wobei der prunkvoll gekleidete und geschmückte, zahlreiche Amulette tragende Oberpriester zusammen mit Frauen unter Musikbegleitung – es werden insbesondere Blasinstrumente, Zimbeln und Trommeln erwähnt – vor dem Altar tanzte und sang. Dazu wurde geräuchert. Die Priester waren beschnitten und durften kein Schweinefleisch essen.
Zu den täglichen Opfergaben gehörte insbesondere Wein. Zahlreiche Tieropfer wurden dargebracht, das Blut der geschlachteten Opfertiere wurde mit dem Wein vermischt. Die Berichte hingegen, wonach auch rituelle Menschenopfer zur gängigen Praxis gehörten, gelten in der Forschung als unzutreffend oder werden zumindest skeptisch beurteilt. Möglich ist allerdings, dass es eine alte Sitte des Kinderopfers gab, die noch im 3. Jahrhundert von einzelnen Elagabal-Verehrern praktiziert wurde. Die Verbreitung derartiger Gerüchte zeigt jedenfalls, dass die römische Öffentlichkeit bereit war, den Elagabal-Anhängern jede Scheußlichkeit zuzutrauen.
Alljährlich fand im Hochsommer eine vom Kaiser geleitete Prozession vom Tempel auf dem Palatin zu dem anderen, außerhalb der Stadt gelegenen Elagabal-Tempel statt. Dabei wurde der Bätyl auf einem Wagen mitgeführt, der von sechs weißen Pferden gezogen wurde. Der Kaiser schritt dem Wagen voran, wobei er rückwärts gewendet auf den Bätyl blickte und die Pferde lenkte; auf dem Wagen saß niemand.
Kaiser Elagabal trug kostbare seidene Gewänder, seine priesterliche Amtstracht, in der er auch öffentlich auftrat. Die römische Wollkleidung mochte er nicht. Dies wurde ihm als unangebrachter Luxus und als Ausdruck von Verweichlichung und Unmännlichkeit verübelt. Der Grund lag aber wahrscheinlich in einer religiösen Vorschrift zur Priesterkleidung; im Osten galten bestimmte Bekleidungselemente tierischer Herkunft, darunter Lederschuhe, als unrein.
Anscheinend beschränkte sich die religiöse Betätigung der Elagabal-Anhänger auf den Vollzug der Riten, der ihnen das Wohlwollen des Gottes verschaffen sollte. Von einer Jenseitslehre oder ethischen Normen ist in den Quellen nicht die Rede.

### Die heilige Hochzeit
In der Tradition von Emesa hatte Elagabal zwei Gefährtinnen. Die eine war die Kriegsgöttin al-Lāt, die andere vermutlich al-ʿUzzā. Die beiden Göttinnen wurden auch auf der Arabischen Halbinsel verehrt und sind im Koran erwähnt. Im Römischen Reich wurde al-Lāt mit der jungfräulichen Athene der Griechen – der römischen Minerva – identifiziert, in al-Uzzā sah man die Entsprechung zur griechischen Aphrodite und zur römischen Venus, der Liebesgöttin.
An dieser Vorstellung einer Verbindung von Männlichem und Weiblichem in der Götterwelt orientierte sich Kaiser Elagabal, als er in Rom die Hierogamie („heilige Hochzeit“) seines Gottes feierte. Dabei handelte es sich um die Vermählung des Sonnengottes mit der karthagischen Tinnit, die lateinisch „Himmelsgöttin“ (Dea Caelestis), griechisch Urania genannt wurde. Ihr kam in dieser Hierogamie die Funktion von al-Uzzā zu. Zum Zweck der Hochzeitsfeier ließ der Kaiser das berühmte Kultbild der Himmelsgöttin, die auch als Mondgöttin galt, aus Karthago nach Rom holen. Dazu stellte er fest, es sei passend, dass der Sonnengott die Mondgöttin heirate. Die Art der Beziehung der jungfräulichen Athene zum Sonnengott im Rahmen des in Rom praktizierten Kults ist nicht genau bekannt. Unrichtig ist die Angabe Herodians, Kaiser Elagabal habe erst Athene zur Gattin seines Gottes ausersehen, sich aber schließlich für Aphrodite entschieden.
Die wichtige Rolle der beiden Göttinnen lässt erkennen, dass die Elagabal-Religion nicht, wie in älterer Forschungsliteratur mitunter angenommen wurde, monotheistisch war. Die Eigenschaften und Zuständigkeiten Elagabals und seiner Gefährtinnen wurden nicht synkretistisch vermischt, sondern klar unterschieden. Elagabal war nicht der einzige, sondern der oberste Gott. Auch nach dem Tod des Kaisers Elagabal scheint der Gedanke einer Verbindung des Sonnengottes mit den beiden Göttinnen in Emesa lebendig geblieben zu sein, wie die Münzprägung des dort im Jahr 253 erhobenen Gegenkaisers Uranius Antoninus erkennen lässt.
Die Promiskuität und Prostitution, die dem Kaiser Elagabal als persönliche Gewohnheit vorgeworfen wurde, ist als Bestandteil religiöser Riten zu deuten, die nicht zum Kult des Gottes Elagabal, sondern zu dem der Dea Caelestis gehörten. Religiöse Prostitution war in orientalischen religiösen Traditionen im Rahmen des Fruchtbarkeitskults verbreitet.

## Ikonographie

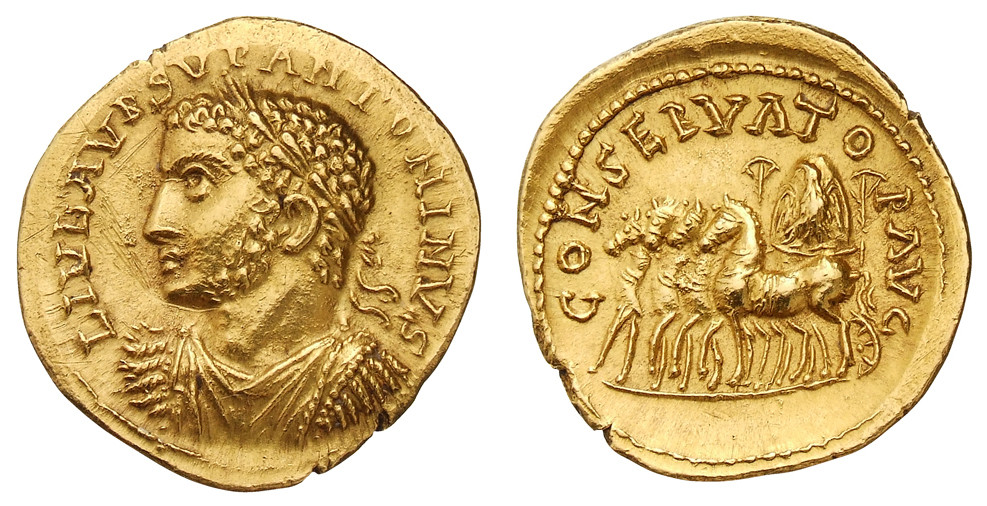
Goldmünze (Aureus) des Uranius Antoninus, auf der Rückseite ist auf einem Wagen liegend der Stein des Elagabal abgebildet, in den das Relief eines Adlers eingearbeitet ist

Elagabal war nicht anthropomorph (menschengestaltig). In den bildlichen Darstellungen seines Kults erscheint er nie in einer bestimmten Gestalt, sondern ist nur an der Beschriftung und an seinen Symbolen zu erkennen. Einen solcher Kult nennt man anikonisch („bilderlos“, ohne Abbildungen der Gottheit). Der anikonische Elagabal wurde ikonographisch nicht mit dem anthropomorphen römischen Sol invictus vermischt. Oft kommt als Symbol der Gottheit ein Adler vor, der gewöhnlich eine Krone im Schnabel trägt. Auf der Stele des 1. Jahrhunderts n. Chr. ist der Berg, von dem der Gottesname abgeleitet ist, abgebildet. Auf dem aus Felsbrocken zusammengesetzten Berg sitzt der Adler.
Das wichtigste Element der Darstellungen ist der Bätyl. Er wird oft auf einer Quadriga (Viergespann) gezeigt, also während der Prozession. Ein Figurenkapitell, das von einer römischen Elagabal-Kultstätte stammt, zeigt den Bätyl mit dem sitzenden Adler und den beiden Gefährtinnen des Gottes, die jeweils eine Hand auf die Spitze des Steins legen. Auf Münzen bedeckt der Adler den Bätyl mit seinen ausgebreiteten Flügeln.
Eine Münze aus der Mitte des 3. Jahrhunderts zeigt den Bätyl im Tempel von Emesa und gestattet damit einen Blick ins Innere des Heiligtums. Neben dem Stein befinden sich zwei verzierte, pilzförmige Objekte, die in der Numismatik meist als Sonnenschirme gedeutet werden. In den Schalen zweier Armleuchter sind Flammen sichtbar. Vor der Basis, auf welcher der Stein ruht, steht eine große Amphore. Vor dem Bätyl ist ein nach links blickender Adler zu sehen, bei dem es sich vielleicht um ein Relief auf dem Stein handelt.